# Pinus roxburghii
Pinus roxburghii Sargent – gatunek drzewa iglastego należący do rodziny sosnowatych (Pinaceae). Sosna ta występuje w Himalajach: w Bhutanie, Indiach (Jammu, Kashmir, Punjab, Himanchal Pradesh, Uttarakhand, Sikkim), Nepalu, Pakistanie, Afganistanie i południowym Tybecie.

## Morfologia

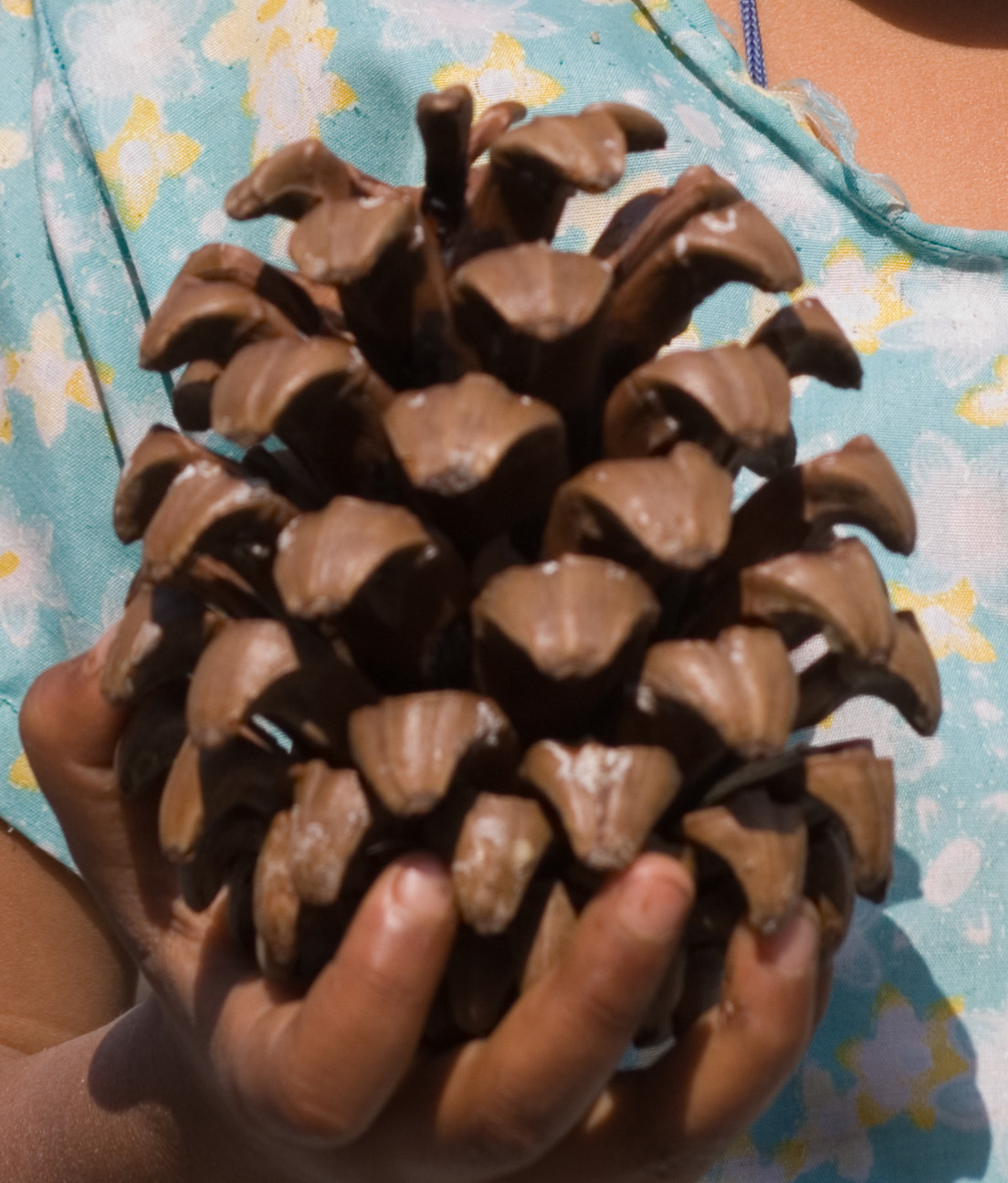
Szyszka nasienna

PieńDorasta do 55 m wysokości i 1 m średnicy. Kora gruba, czerwono-brązowa, głęboko spękana.
LiścieIgły zebrane po 3 na krótkopędzie. Osiągają 20–30 cm długości.
SzyszkiSzyszki nasienne jajowate, o długości 10–20 cm.

## Systematyka
Nazwa gatunku pochodzi od Williama Roxburgha.
Pozycja gatunku w obrębie rodzaju Pinus:
- podrodzaj Pinus
  - sekcja Pinus
    - podsekcja Pinaster
      - gatunek P. roxburghii

## Zagrożenia
Roślina umieszczona w Czerwonej księdze gatunków zagrożonych w grupie gatunków niższego ryzyka (kategoria zagrożenia; LC).